# 스포르티브나야역 (상트페테르부르크 지하철)
스포르티브나야역(러시아어: Спортивная)은 러시아 상트페테르부르크 시에 있는 상트페테르부르크 지하철 프룬젠스코 프리모르스카야 선의 역이다. 1997년 9월 15일에 프라보베레즈나야 선의 일부로 개통된 이 역은 알렉산더 콘스탄티노프, 알렉산더 비스트로프, 안드레이 라리오노프가 설계했다.

## 구조
스포르티브나야 역은 구 소련 시절에 건설된 유일한 평면 환승식 플랫폼 구조이다. 두 개의 층은 두 에스컬레이터에 의해 연결된다. 아랫층은 슈샤리 방향 열차가, 윗층은 코멘단츠키 프로스펙트 열차가 운행된다. 윗층 플랫폼과는 페트로그라츠키 섬의 남동쪽 출구와 연결되어 있다. 2015년 5월 27일 이후, 아랫층 플랫폼은 바실리옙스키 섬의 북동쪽 출구로 연결되는 이동 통로가 장착된 환승 통로의 입구를 수용한다.

## 인근 명소
스포르티브나야 역은 풋볼 팀과 유바일레이니 스포츠 팰리스의 홈구장인 페트롭스키 경기장과 가까운 곳에 위치한다. 또한, 페트로파블롭스크 요새와 도보 거리에 위치한다.

## 사진

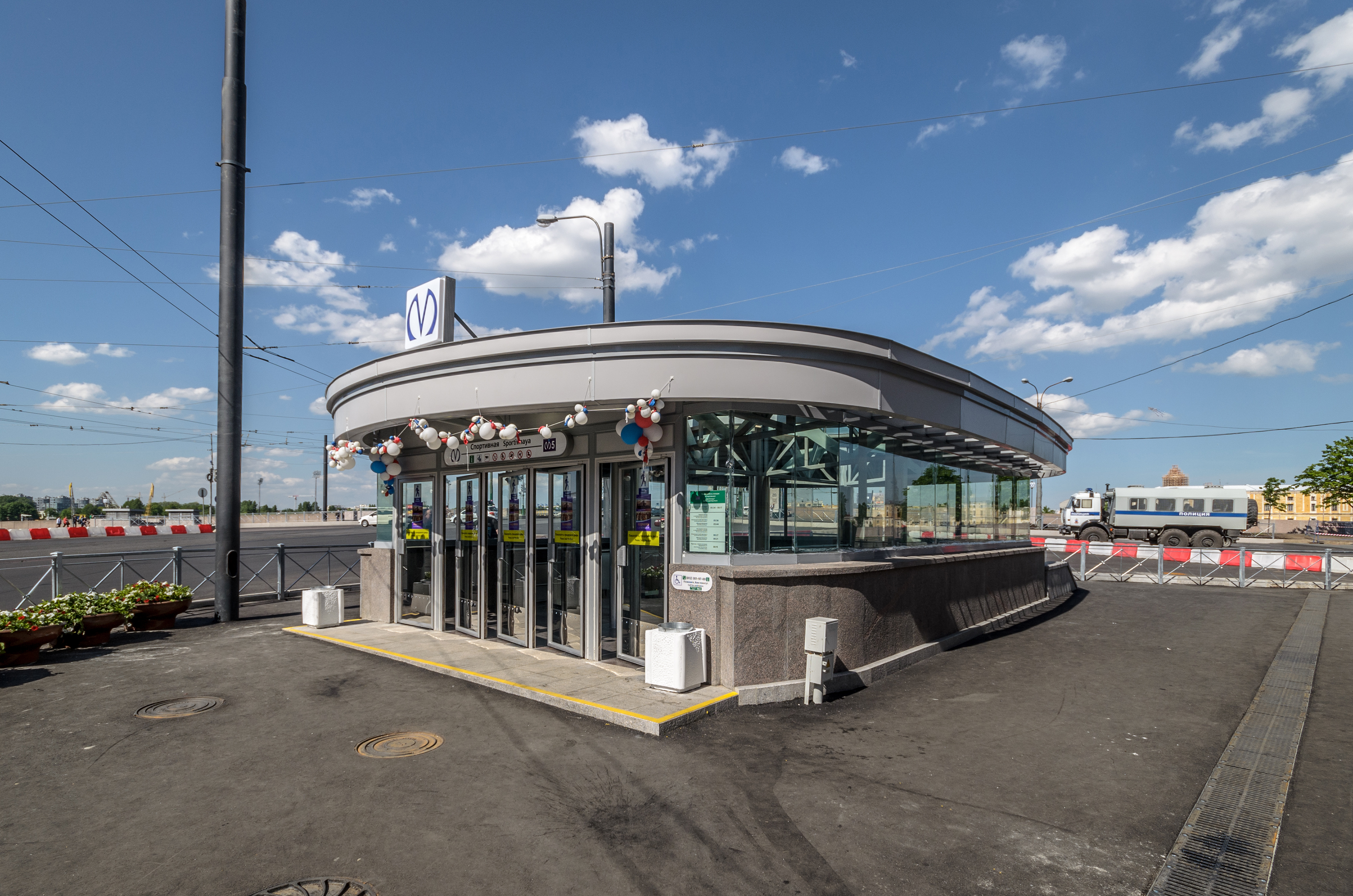
2번 출입구
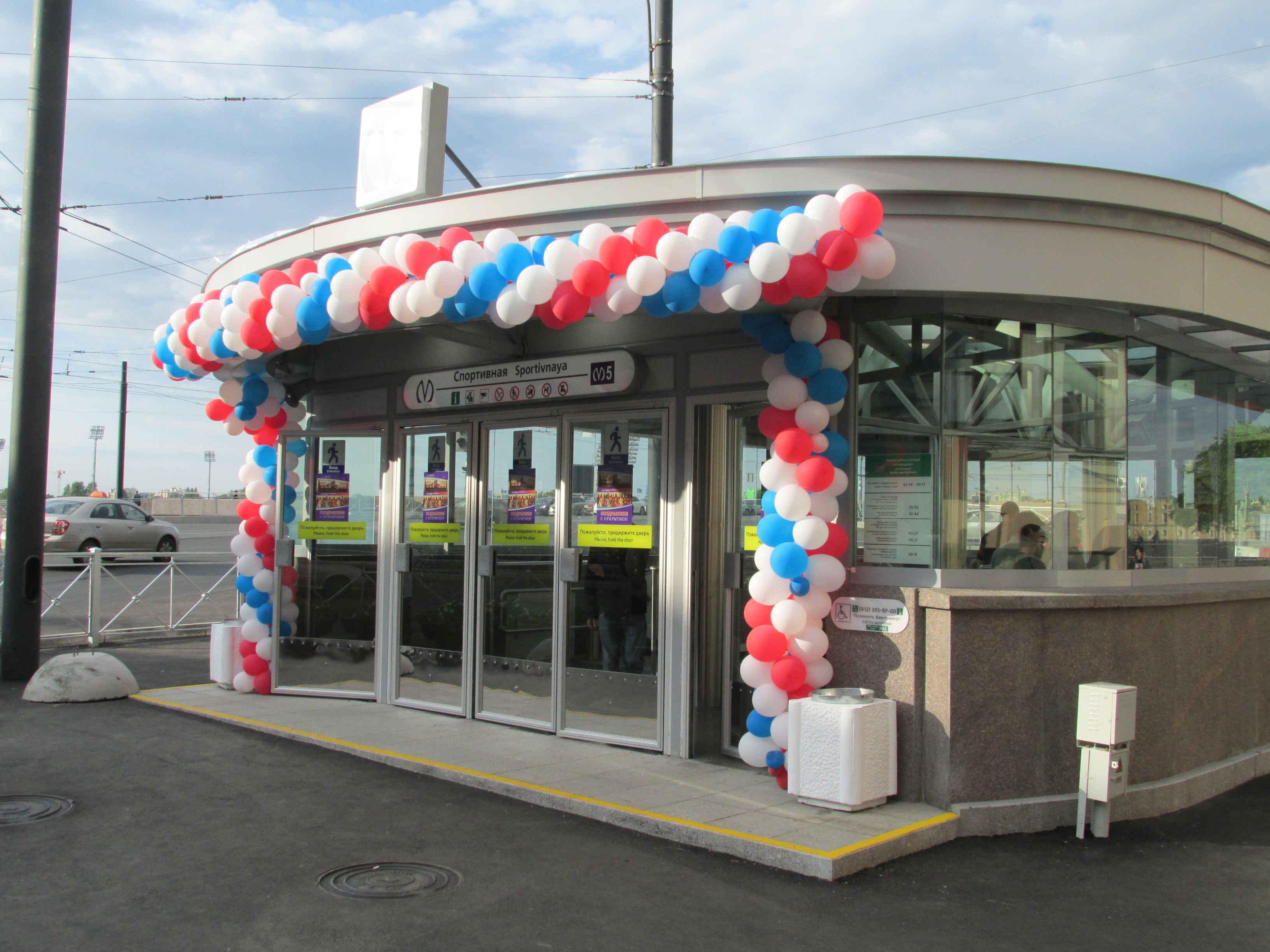
5번 출입구
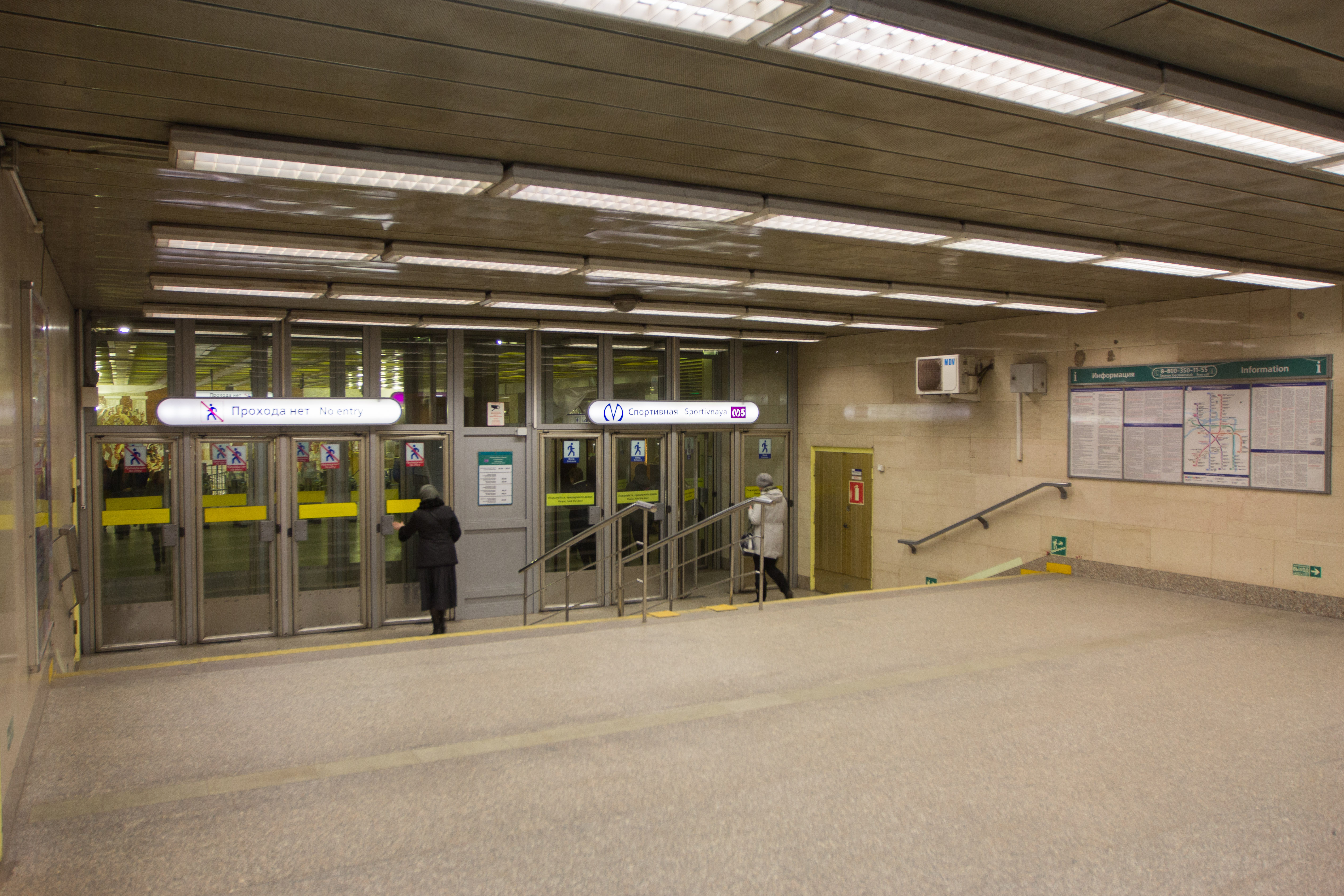
출입구 통로
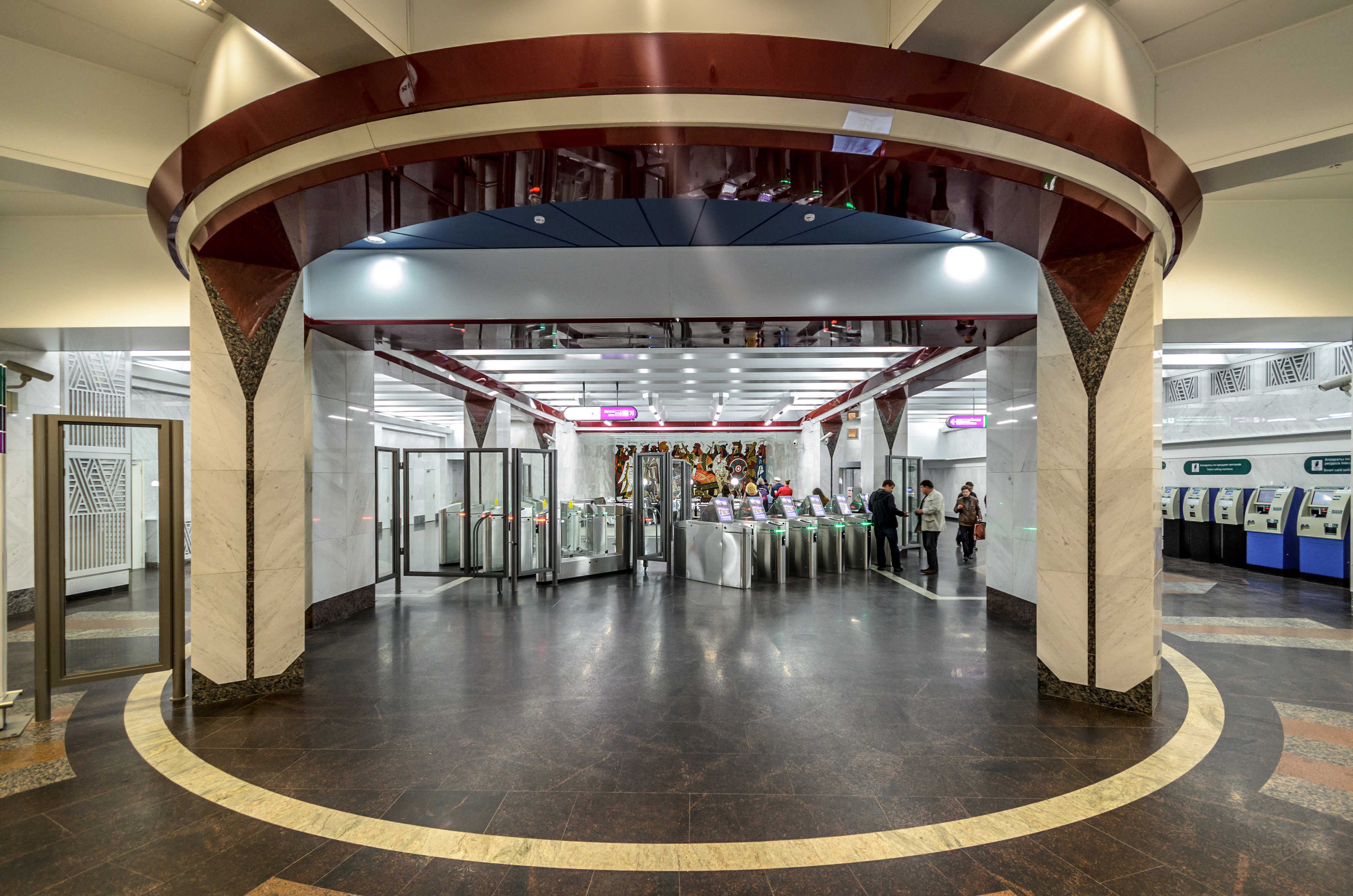
게이트
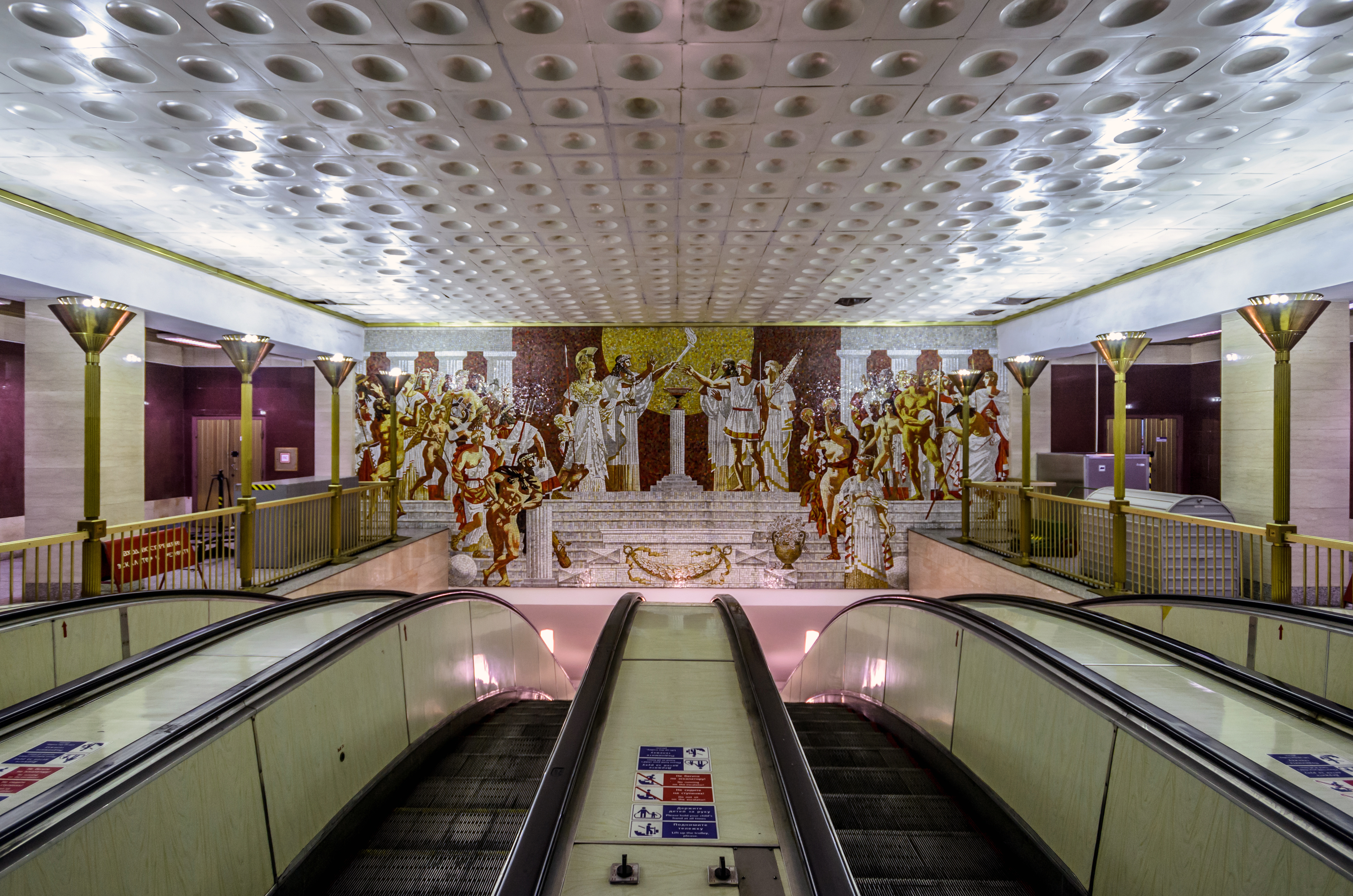
벽화와 에스컬레이터
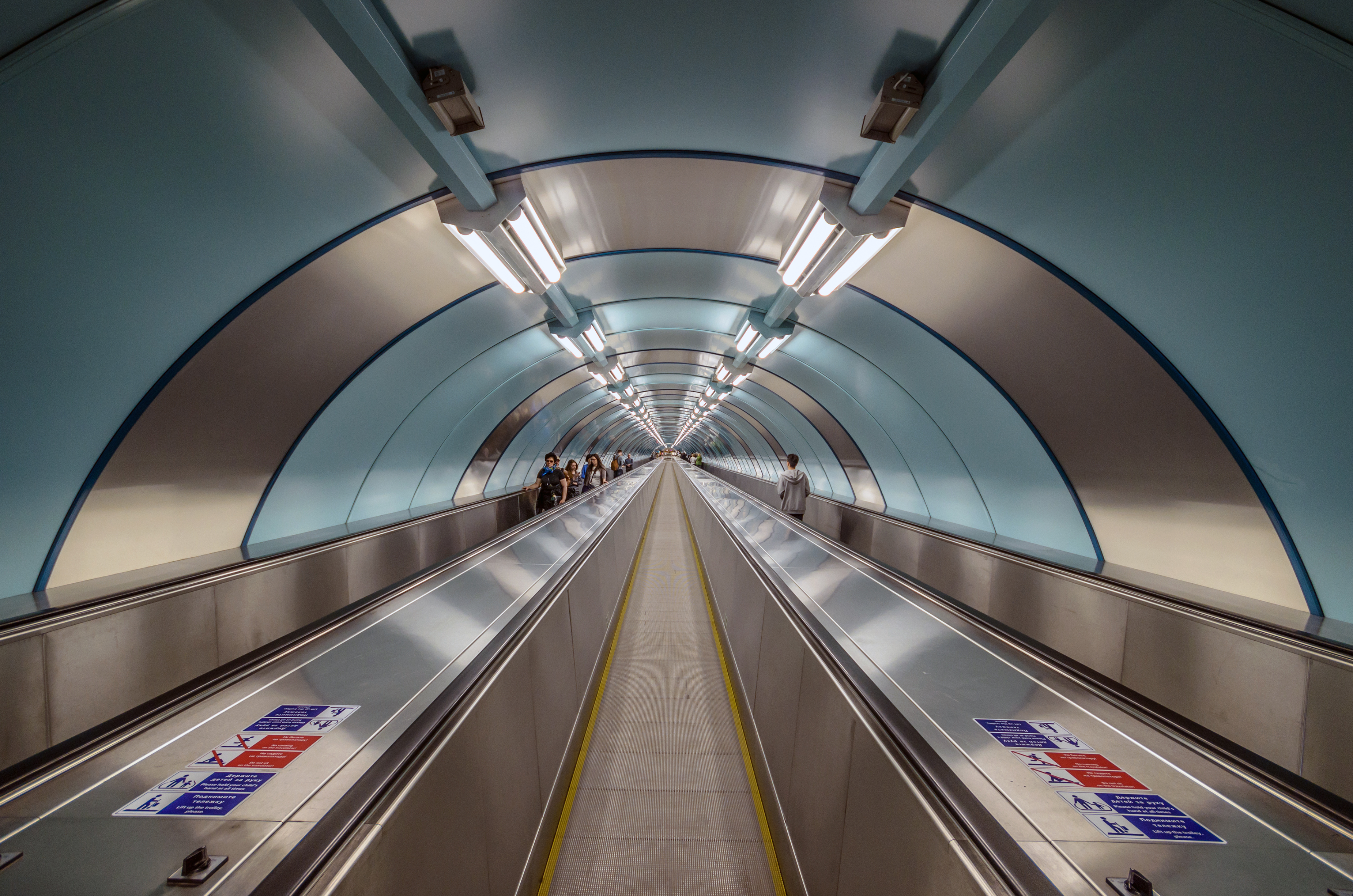
평면 터널에 설치된 에스컬레이터
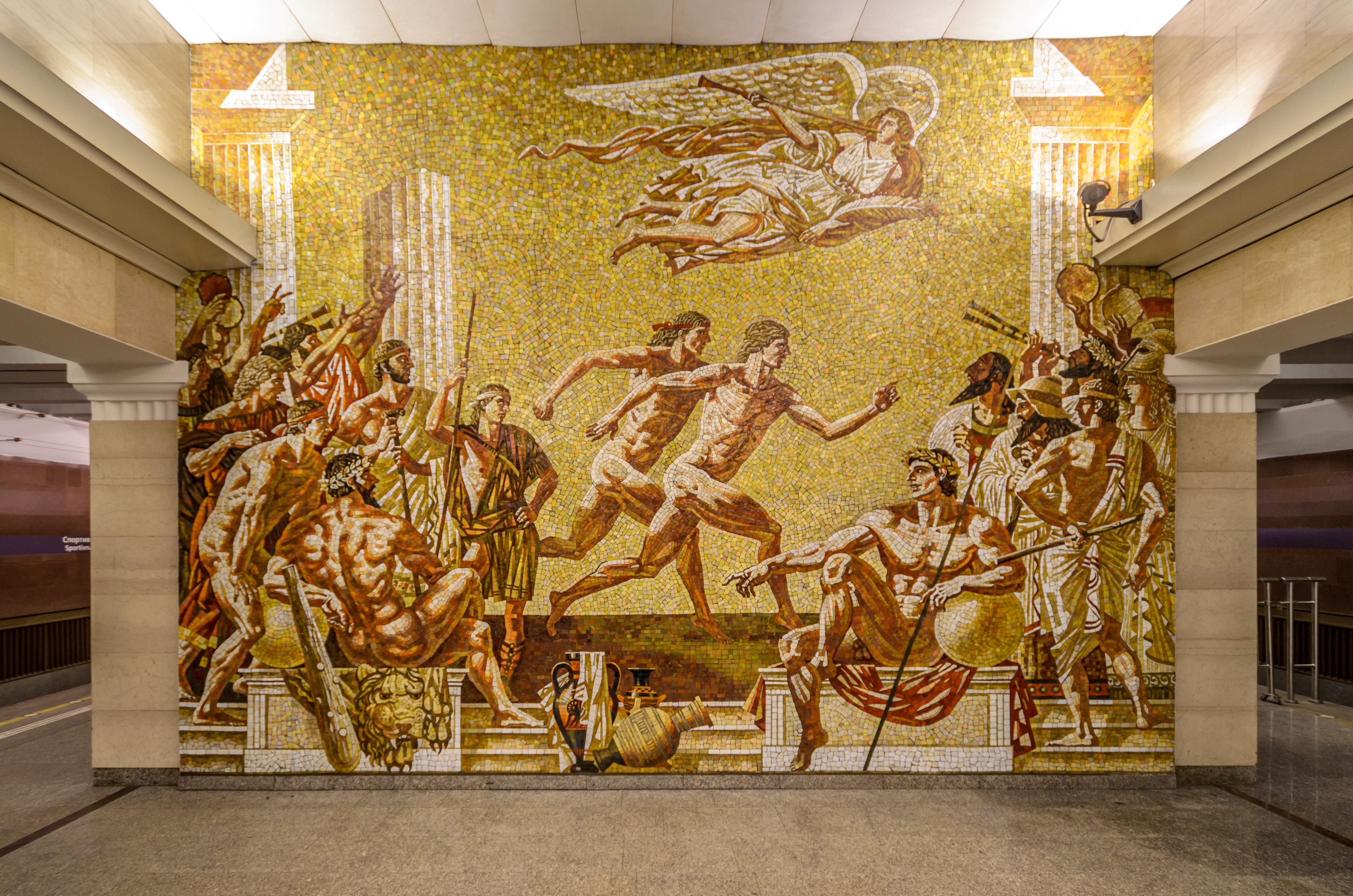
플랫폼 모자이크 장식 벽화
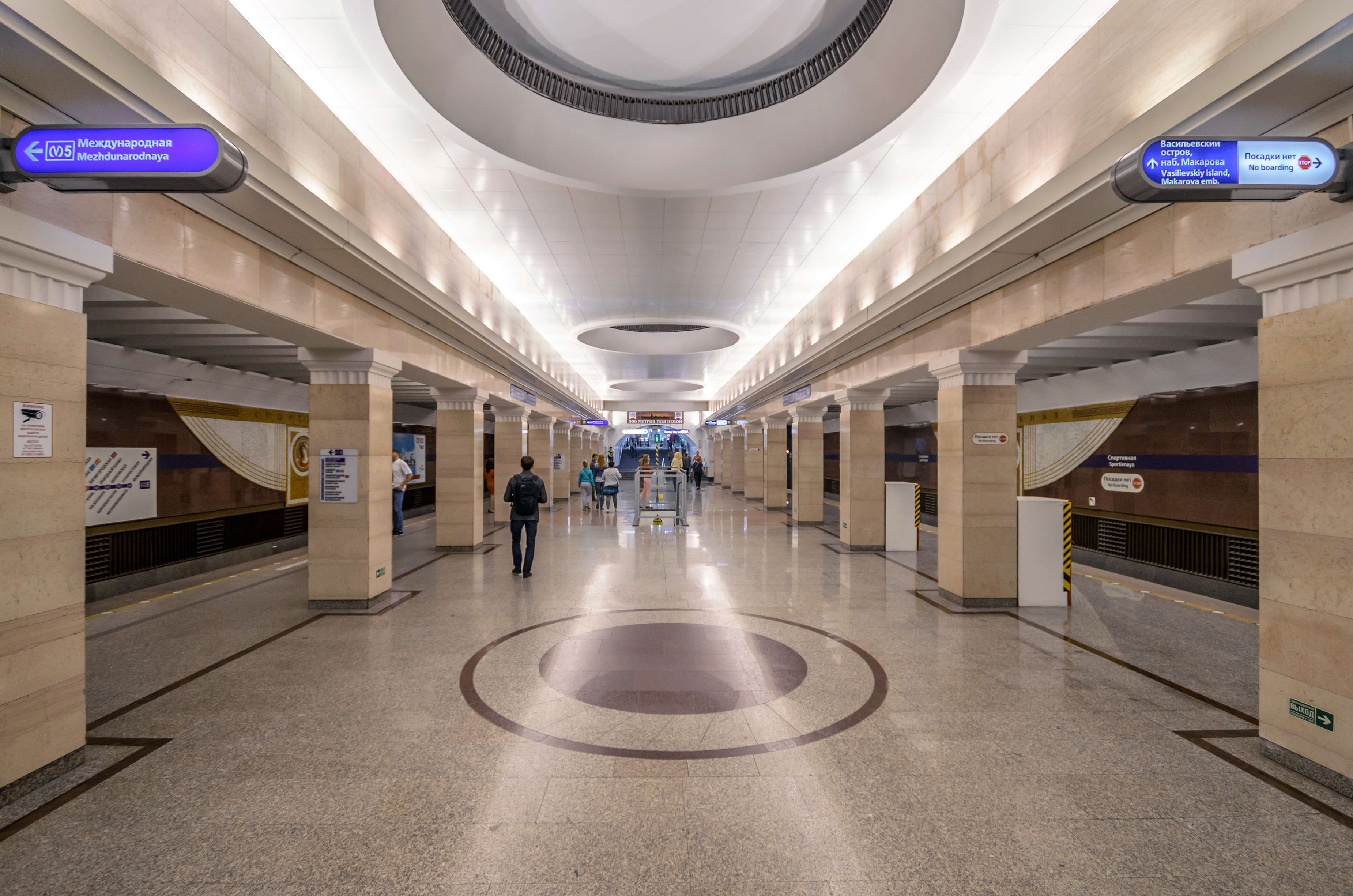
아랫층 플랫폼